# Beth Heiden
Elizabeth Lee „Beth“ Heiden Reid (* 27. September 1959 in Madison, Wisconsin) ist eine ehemalige US-amerikanische Eisschnellläuferin und Radsportlerin. Sie wurde 1979 Mehrkampfweltmeisterin im Eisschnelllauf und gewann bei den Olympischen Winterspielen 1980 in Lake Placid eine Bronzemedaille über 3000 Meter. Anschließend beendete sie ihre Eislauf-Karriere. Im Sommer 1980 wurde sie auf dem Rad Weltmeisterin im Straßenrennen. Auch als Skilangläuferin feierte sie Anfang der 1980er-Jahre auf nationaler Ebene Erfolge, bevor sie sich ins Privatleben zurückzog. Beth Heiden ist die jüngere Schwester des fünffachen Eisschnelllauf-Olympiasiegers Eric Heiden.

## Werdegang

### Anfänge und Laufbahn als Eisschnellläuferin (bis 1980)
Beth Heiden begann ihre sportliche Entwicklung in ihrer frühen Kindheit. In den Wintern nutzte sie die zugefrorenen Seen rund um ihre Heimatstadt Madison zum Schlittschuhlaufen. Ihre Eltern meldeten sie und ihren 15 Monate älteren Bruder Eric beim örtlichen Eiskunstlaufverein an. Beide Geschwister zeigten jedoch größeres Interesse am Eisschnelllauf und legten ab ihrer Jugend einen besonderen Schwerpunkt auf das Training in dieser Disziplin. Beth Heiden spielte in ihrer Zeit an der Madison West High School außerdem Tennis und Fußball. Als Leichtathletin stellte sie im Meilenlauf einen nationalen Altersklassenrekord (in 5:01,7 Minuten) auf.

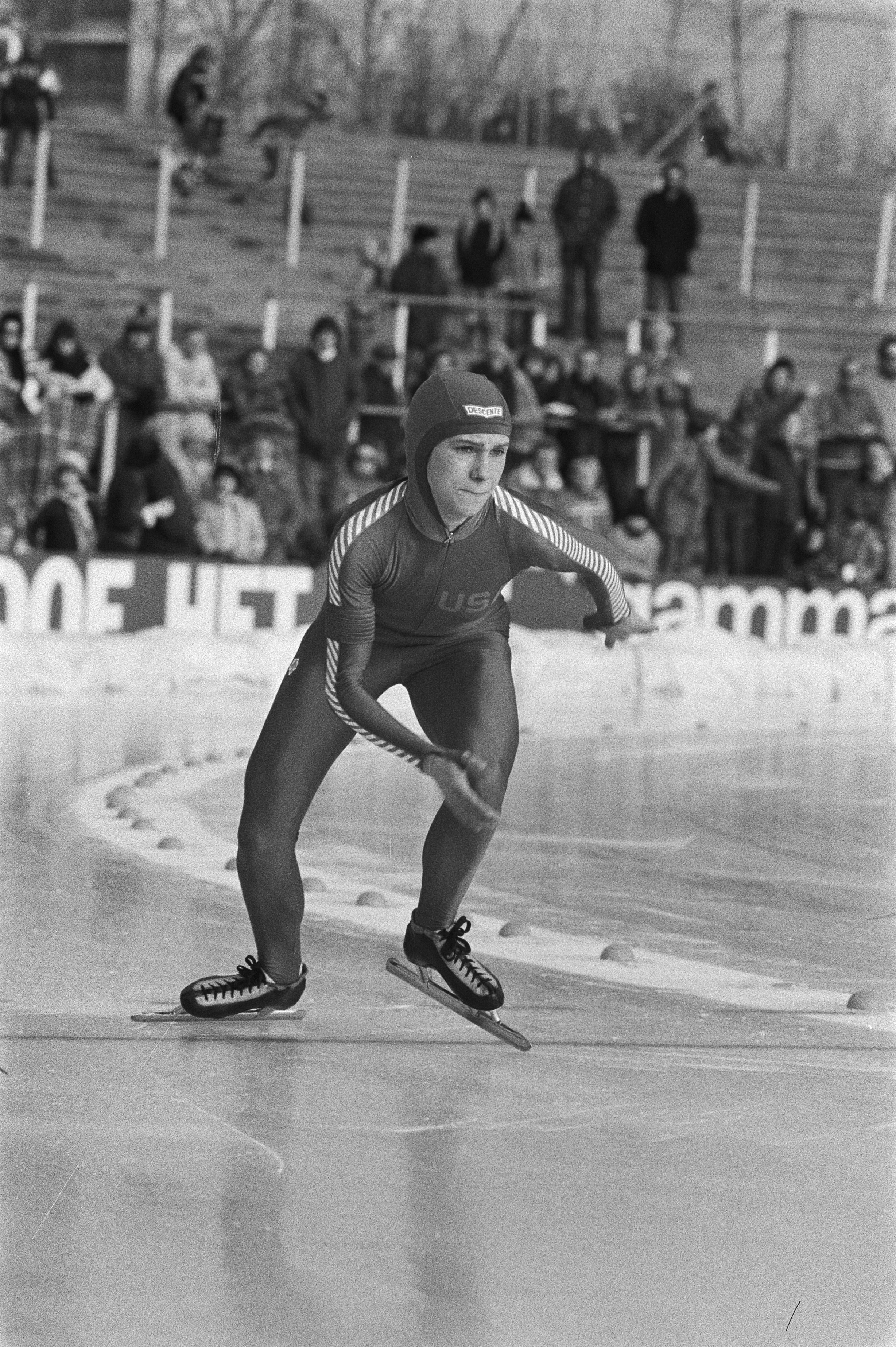
Beth Heiden bei der Mehrkampf-WM 1979 in Den Haag

1972 übernahm Dianne Holum das Eisschnelllauftraining von Beth und Eric Heiden. Holum war kurz zuvor Olympiasiegerin über 1500 Meter geworden und hatte anschließend ihre aktive Karriere beendet. Sie setzte vor allem auf intensive Übungseinheiten abseits des Eises, die etwa Gewichtheben und Fahrradfahren umfassten. Im Gegensatz zu ihrem knapp 30 Zentimeter größeren und wesentlich muskulöseren Bruder entsprach die etwa 1,57 Meter große und weniger als 50 Kilogramm schwere Beth Heiden nicht dem typischen Bild einer Eisschnellläuferin. Holum sah in ihr eine besonders effiziente Läuferin. Heiden sei eine Kämpferin, die glaube, dass sie ihre geringe Körpergröße wettmachen müsse. Ihr Bruder Eric bezeichnete Beth als Spatz, in dem sich ein Tiger verberge („She is a sparrow, […] with a tiger hidden inside her“.) Die Geschwister qualifizierten sich 1976 erstmals für die olympischen Eisschnelllaufwettbewerbe in Innsbruck, bei denen Beth über 3000 Meter den elften Rang belegte. Wenige Wochen vor Olympia hatte sie bei der Juniorenweltmeisterschaft in Madonna di Campiglio die Silbermedaille im Vierkampf hinter der Kanadierin Elizabeth Appleby gewonnen. Diesen Erfolg wiederholte sie ein Jahr später bei der Junioren-WM in Inzell, bei der nur ihre Teamkollegin Kim Kostron sie in der Gesamtwertung schlug. Außerdem nahm Heiden im Winter 1977 mit 17 Jahren erstmals an den Erwachsenen-Weltmeisterschaften im Allround-Mehrkampf und im Sprint teil. Bei der Mehrkampf-WM belegte sie in Keystone bei einem sowjetischen Dreifachsieg Rang vier.
In den späten 1970er-Jahren etablierte sich Heiden in der internationalen Eisschnelllaufspitze. 1978 wurde sie mit Siegen auf allen vier gelaufenen Distanzen Juniorenweltmeisterin und gewann bei der Sprint-WM Silber hinter Ljubow Sadtschikowa. Ein Jahr später entschied sie sowohl bei der Mehrkampf-WM der Erwachsenen in Den Haag als auch bei den Juniorinnen alle vier Strecken für sich. Heiden wurde damit die erste US-amerikanische Mehrkampfweltmeisterin seit Kit Klein im Jahr 1936. Außerdem gewann sie – hinter ihrer Teamkollegin Leah Poulos-Mueller – eine zweite Silbermedaille bei der Sprint-WM 1979. Für die Olympischen Winterspiele 1980 in Lake Placid galt Heiden insbesondere auf den längeren Strecken als Mitfavoritin: Die Zeitschrift Sports Illustrated tippte sie im Vorfeld der Spiele als Siegerin über 3000 Meter und als Zweite über 1500 Meter. Sie und ihr ebenfalls für mehrere Medaillen favorisierter Bruder standen unter großer medialer Aufmerksamkeit und wurden etwa gemeinsam auf dem Titel des Time-Magazins abgebildet. Beth Heiden sprach später davon, dass sie sich der nervlichen Anspannung nicht gewachsen gefühlt habe. Außerdem schränkte sie eine Fußverletzung ein. Sie platzierte sich letztlich in allen olympischen Rennen zwischen den Positionen drei und sieben. Ihre einzige Medaille gewann sie mit Bronze über 3000 Meter, während Eric als erfolgreichster Sportler der Winterspiele von Lake Placid fünf Goldmedaillen gewann. Nach dem olympischen Winter 1980 beendeten beide Geschwister ihre aktive Eisschnelllauf-Karriere.

### Erfolge im Radsport und Skilanglauf sowie Leben nach dem Sport
Schon während ihrer Zeit als Eisschnellläuferin bestritt Beth Heiden im Sommer Radrennen auf internationaler Ebene: 1978 wurde sie bei der Straßen-Weltmeisterschaft in Köln Neunte. Im August 1979 wurde sie US-Zeitfahrmeisterin und gewann hinter Connie Carpenter, die zuvor ebenfalls im Eisschnelllauf aktiv gewesen war, Silber bei der nationalen Meisterschaft im Straßenrennen. Ihre größten Erfolge auf dem Rad feierte Heiden im Sommer 1980: Sowohl im Straßenrennen als auch im Zeitfahren wurde sie US-Meisterin. Außerdem entschied sie das Coors International Bicycle Classic für sich und errang als zweite US-Amerikanerin (nach Audrey McElmury) den Titel der Straßen-Weltmeisterin – im Sprint einer Spitzengruppe setzte sie sich nach gut 50 Kilometern gegen Tuulikki Jahre durch.
Heiden verfolgte ihre Radsportkarriere nach ihren Erfolgen Anfang der 1980er-Jahre nicht weiter, um sich auf ihre Ausbildung zu konzentrieren. Schon Ende der 1970er-Jahre hatte sie mit dem Ingenieurstudium an der University of Wisconsin begonnen, 1981 zog sie nach Vermont und studierte an der dortigen UVM von 1981 bis 1983 als Undergraduate Mathematik und Physik. Während ihrer Zeit in Vermont widmete sie sich dem Skilanglauf und stieg auch in diesem Sport schnell in die nationale Spitze auf: In ihrem Abschlussjahr an der UVM gewann sie das 7,5-Kilometer-Freistilrennen der National Collegiate Athletic Association (NCAA).
In den 1980er-Jahren heiratete Beth Heiden. Sie nahm den Doppelnamen Heiden Reid an, schloss ein ingenieurwissenschaftliches Masterstudium ab und wurde 1987 zum ersten Mal Mutter. Insgesamt bekam sie vier Kinder, darunter eine Tochter, die weniger als einen Monat nach der Geburt an Herz- und Nierenversagen starb. Ihre jüngste Tochter Joanne Reid (* 1992) nahm 2018 und 2022 als Biathletin an den Olympischen Winterspielen teil. Die Familie lebte zwischenzeitlich in Michigan und zog 2000 nach Palo Alto, wo Beth Heiden Reid – wie auch ihr Ehemann – für Apple arbeitete. Nach einer langen Auszeit vom aktiven Sport (in der sie aber unter anderem Kinder im Fußball trainierte) nahm sie 2010 mit 50 Jahren an den US-Meisterschaften im Skilanglauf teil und belegte als bestes Ergebnis unter 125 Teilnehmerinnen einen sechsten Rang im Freistilsprint.
Im Mai 1989 wurde Beth Heiden in die National Speedskating Hall of Fame aufgenommen. Seit 2013 gehört sie außerdem der United States Bicycling Hall of Fame an.

## Statistik

### Olympische Winterspiele
Beth Heiden nahm an zwei Olympischen Winterspielen teil: Bei ihrem Debüt in Innsbruck 1976 blieb sie ohne Medaille, vier Jahre später in Lake Placid gewann sie Bronze über 3000 Meter.
| Olympische Winterspiele | Olympische Winterspiele | 500 m | 1000 m | 1500 m | 3000 m |
| Jahr                    | Ort                     | 500 m | 1000 m | 1500 m | 3000 m |
| ----------------------- | ----------------------- | ----- | ------ | ------ | ------ |
| 1976                    | Innsbruck               | –     | –      | –      | 11.    |
| 1980                    | Lake Placid             | 7.    | 5.     | 7.     | 3.     |

### Mehrkampf-Weltmeisterschaften
Von 1977 bis 1980 nahm Heiden an vier aufeinanderfolgenden Mehrkampfweltmeisterschaften teil. Sie gewann dabei eine Gold- und eine Silbermedaille. Die folgende Tabelle zeigt ihre Zeiten – und in Klammern jeweils dahinter ihre Platzierungen – auf den vier gelaufenen Einzelstrecken sowie die sich daraus errechnende Gesamtpunktzahl nach dem Samalog und die Endplatzierung. Die Anordnung der Distanzen entspricht ihrer Reihenfolge im Programm der Mehrkampf-WM zu Heidens aktiver Zeit.
| Mehrkampf-WM | Mehrkampf-WM | 500 m (in Sekunden) | 1500 m (in Minuten) | 1000 m (in Minuten) | 3000 m (in Minuten) | Punkte  | Platz |
| Jahr         | Ort          | 500 m (in Sekunden) | 1500 m (in Minuten) | 1000 m (in Minuten) | 3000 m (in Minuten) | Punkte  | Platz |
| 1977         | Keystone     | 42,50 (3)           | 2:14,40 0(6)        | 1:27,47 0(9)        | 4:48,43 (2)         | 179,107 | 4.    |
| 1978         | Helsinki     | 45,75 (9)           | 2:25,03 (14)        | 1:31,86 (17)        | 5:00,73 (8)         | 190,144 | 10.   |
| 1979         | Den Haag     | 44,49 (1)           | 2:13,79 0(1)        | 1:26,14 0(1)        | 4:41,24 (1)         | 179,029 | 1.    |
| 1980         | Hamar        | 44,30 (5)           | 2:17,23 0(4)        | 1:27,46 0(3)        | 4:38,34 (2)         | 180,163 | 2.    |

### Sprint-Weltmeisterschaften
Heiden gewann zwischen 1977 und 1980 zweimal Silber und einmal Bronze bei Sprintweltmeisterschaften. Die folgende Tabelle zeigt ihre Zeiten – und in Klammern jeweils dahinter ihre Platzierungen – auf den vier gelaufenen Einzelstrecken sowie die sich daraus errechnende Gesamtpunktzahl nach dem Samalog und die Endplatzierung. Die Anordnung der Distanzen entspricht ihrer Reihenfolge im Programm der Sprint-WM zur aktiven Zeit Heidens.
| Sprint-WM | Sprint-WM   | 500 m 1. Rennen (in Sekunden) | 1000 m 1. Rennen (in Minuten) | 500 m 2. Rennen (in Sekunden) | 1000 m 2. Rennen (in Minuten) | Punkte  | Platz |
| Jahr      | Ort         | 500 m 1. Rennen (in Sekunden) | 1000 m 1. Rennen (in Minuten) | 500 m 2. Rennen (in Sekunden) | 1000 m 2. Rennen (in Minuten) | Punkte  | Platz |
| 1977      | Alkmaar     | 45,47 (10)                    | 1:31,08 (8)                   | 44,94 (10)                    | 1:29,90 (4)                   | 181,260 | 7.    |
| 1978      | Lake Placid | 42,97 0(1)                    | 1:29,16 (2)                   | 42,89 0(2)                    | 1:28,82 (2)                   | 174,850 | 2.    |
| 1979      | Inzell      | 43,33 0(7)                    | 1:26,09 (1)                   | 42,73 0(5)                    | 1:25,61 (1)                   | 171,910 | 2.    |
| 1980      | West Allis  | 43,56 0(6)                    | 1:27,17 (3)                   | 43,43 0(5)                    | 1:29,11 (2)                   | 175,130 | 3.    |

### Persönliche Bestzeiten
Mit ihren größtenteils im Winter 1980 gelaufenen persönlichen Bestzeiten belegte Beth Heiden zwischenzeitlich den zweiten Rang im Adelskalender hinter Natalja Petrusjowa aus der Sowjetunion.
| Strecke | Zeit        | Datum           | Ort     |
| ------- | ----------- | --------------- | ------- |
| 500 m   | 41,78 s     | 5. März 1980    | Inzell  |
| 1000 m  | 1:23,66 min | 21. Januar 1980 | Davos   |
| 1500 m  | 2:07,87 min | 19. Januar 1980 | Davos   |
| 3000 m  | 4:32,60 min | 21. Januar 1980 | Davos   |
| 5000 m  | 8:06,93 min | 18. März 1979   | Savalen |